# Matthew Talbot
Matthew Talbot, född 1767 i Bedford County i Virginia, död 17 september 1827 i Wilkes County i Georgia, var en amerikansk politiker (demokrat-republikan). Han var Georgias guvernör från 24 oktober till 5 november 1819.
Talbot flyttade med sin familj till Georgia efter amerikanska frihetskriget. Han var en långvarig talman i Geogias senat.
Guvernör William Rabun avled 1819 i ämbetet och efterträddes av Talbot. Han efterträddes i sin tur senare samma år av John Clark. Talbot avled 1827 och gravsattes på Smyrna Churchyard i Wilkes County. Talbot County har fått sitt namn efter Matthew Talbot.